# Sed de venganza
Sed de venganza é uma telenovela estadunidense produzida e exibida pela Telemundo de 15 de outubro de 2024 e 06 de março de 2025. É baseada na telenovela colombiana Pura sangre, produzida em 2007 e criada por Mauricio Navas, Conchita Ruiz e Tania Cárdenas, sendo desenvolvida por Eric Vonn, retomando a programação deixada vaga por Vuelve a mí para novelas e séries originais de televisão.
A protagonizada por Danilo Carrera e Alexa Martín e antagonizada por Isabella Castillo, Carlos Torres, Diego Olivera, Roberto Romano, Rodolfo Salas e Saúl Lisazo e atuaçãoes estelares de Sebastián Carvajal, Daniela Martínez, Fefi Oliveira e María José Camacho.

## Enredo
Fernanda Ríos está determinada a se libertar dos abusos que sofreu na infância. No entanto, seus planos dão errado quando o engano e a chantagem a levam ao reino sombrio de Eugenio Beltrán, que a treina para executar um plano de vingança contra a família Del Pino. Fernanda se infiltra na família Del Pino, enfraquecendo seus membros para assumirem sua empresa e fortuna. Dez anos depois, Francisco, cuja vida Fernanda destruiu, retorna em busca de vingança, agora sob a identidade de Emilio Montenegro. Porém, Fernanda não conhece sua verdadeira identidade e sua chegada desperta nela uma paixão inesperada que complica seus planos de vingança.

## Elenco
- Isabella Castillo - Fernanda Ríos / Regina Castaño[4]
- Danilo Carrera - Francisco Ramírez / Emilio Montenegro
- Alexa Martín - Elisa del Pino de León
- Carlos Torres - Gabriel del Pino[5]
- Sebastián Carvajal - Marcelo Echeverri
- Diego Olivera - Eugenio Beltrán[5]
- Daniela Martínez - Mónica Rodríguez
- Roberto Romano - Alonso del Pino
- Fefi Oliveira - Brenda Ferrero del Pino
- Rodolfo Salas - Roberto León[6]
- María José Camacho - Ana del Pino
- Javier Ponce - Sebastián del Pino
- Sandra Itzel - Patricia Flores
- Humberto Búa - Fermín Pérez
- Roberta Burns - Tania Villanueva
- María Laura Quintero - Erika Flores
- Claudia Coira - Claudia Flores
- María Eugenia Arboleda - Mirna Guerrero
- Saúl Lisazo - Alfredo del Pino
- Roberto Jaramillo - Ignacio
- Armando Torrea - Miguel
- Elba Escobar - Manuela
- Jorge Alberti
- Issac Reyes
- Katie Barberi - Maria Laura del Pino
- Gabriel 'G-Rod' Rodriguez
- Ellen Marguerite Cullivan - Esposa Vecino Eugenio
- Carlos Acosta-Milian - Adalberto Ferrero
- Ricardo Kleinbaum - Antonio Rivero
- Gabriel Coronel - Joseph
- Ricardo Burgos - Ramón
- Carolina Perpetuo - Ninette Ferrero
- Ulises Puiggrós - Doctor Gómez
- Juan Carlos García - Abogado de Alfredo
- Osvaldo Strongoli - Víctor Burgos
- Taina Pimentel - Genoveva
- César Román - Arredondo
- Pedro Pablo Porras - Rafita
- William Duarte - Morris
- Carolina Spichiger - Doctora Rivas del Monte
- Rafael Pedroza - Rafita
- Dario Dahbar - Richard
- María Manuela Corzo - Linda "Lindy" Love
- Darianne Castillo - Sandra
- Maria Fernanda Zornosa - Elma
- Claudia Valdés - Aleida
- Fernando Quiroga - Doctor Pivaral
- Virginia Loreto - Doctora Rivas
- Hilel Potaznik - Comandante de Policía
- David Saltoff - Juez
- Jay Rivera - Customer
- Jesús Nasser - Francisco Ramírez (jovem)
- Gabriela Borges - Elisa del Pino (jovem)
- Martín Gajardo - Alonso del Pino (jovem)
- Luis Sandoval - Sebastián Ramírez (jovem)
- Isairis - Ana del Pino (jovem)
- Solange Morell - Tania Villanueva (jovem)
- Daniel Ospina - Fermín Pérez (jovem)

## Produção
Em 2 de maio de 2024, Sed de venganza foi anunciado pela Telemundo, com Danilo Carrera e Isabella Castillo escalados para os papéis principais. Uma semana depois, a emissora Telemundo lançou um teaser trailer da telenovela. As filmagens começaram em 3 de junho de 2024.